# Dicranomyia clavula
Dicranomyia clavula är en tvåvingeart som först beskrevs av Alexander 1972.  Dicranomyia clavula ingår i släktet Dicranomyia och familjen småharkrankar. Inga underarter finns listade i Catalogue of Life.